# NGC 1645
NGC 1645 est une vaste galaxie lenticulaire située dans la constellation de l'Éridan. NGC 1645 a été découverte par l'astronome prussien Heinrich d'Arrest en 1864.

## Caractéristiques
Selon la base de données Simbad, NGC 1645 est une galaxie LINER, c'est-à-dire une galaxie dont le noyau présente un spectre d'émission caractérisé par de larges raies d'atomes faiblement ionisés.
Une barre centrale, un anneau externe et un anneau entourant le noyau sont clairement visibles sur l'image provenant des données du relevé SDSS. 
Sa vitesse par rapport au fond diffus cosmologique est de 4 860 ± 12 km/s, ce qui correspond à une distance de Hubble de 71,7 ± 5,0 Mpc (∼234 millions d'al).

## Groupe de NGC 1667
NGC 1645 fait partie d'un groupe de galaxies, le groupe de NGC 1667 qui comprend au moins 9 galaxies. Les sept autres galaxies du groupe inscrite dans l'article de A.M. Garcia paru en 1993 sont NGC 1659, IC 387, IC 2097, IC 2101, MCG -1-13-12, PGC 15779 et PGC 16061.